# Ctiboř (okres Benešov)
Ctiboř (Duits: Stiborz of Ztiborsch) is een Tsjechische gemeente in de regio Midden-Bohemen en maakt deel uit van het district Benešov. Het dorp ligt op 3 kilometer afstand van Vlašim.
Ctiboř telt 179 inwoners (2025).

## Geografie
De gemeente bestaat uit de volgende plaatsen:
- Ctiboř;
- Hrádek.

## Geschiedenis
De eerste schriftelijke vermelding van het dorp dateert van 1408.
Sinds 1960 maakt Ctiboř deel uit van het district Benešov.

## Verkeer en vervoer

### Autowegen
Er leiden regionale wegen naar het dorp.

### Spoorlijnen
Er is geen spoorlijn of station in de gemeente. Het dichtstbijzijnde station is in Vlašim, op zo'n drie kilometer afstand. Dat station ligt aan de spoorlijn van Benešov naar Vlašim.

### Buslijnen
Er is één bushalte in het dorp:
| Halte          | Lijn | Traject          | Vervoerder   |
| -------------- | ---- | ---------------- | ------------ |
| Ctiboř, Ctiboř | 790  | Vlašim - Divišov | ČSAD Benešov |

### Fiets- en wandelroutes
De volgende fiets- en wandelroutes lopen door de gemeente:
- Fietsroute 101: Český Šternberk - Vlašim - Louňovice;
- Wandelroute 8175: Vlašim - Hrádek - Nad Domašínem.

## Bezienswaardigheden
- Dorpskapel

## Galerij

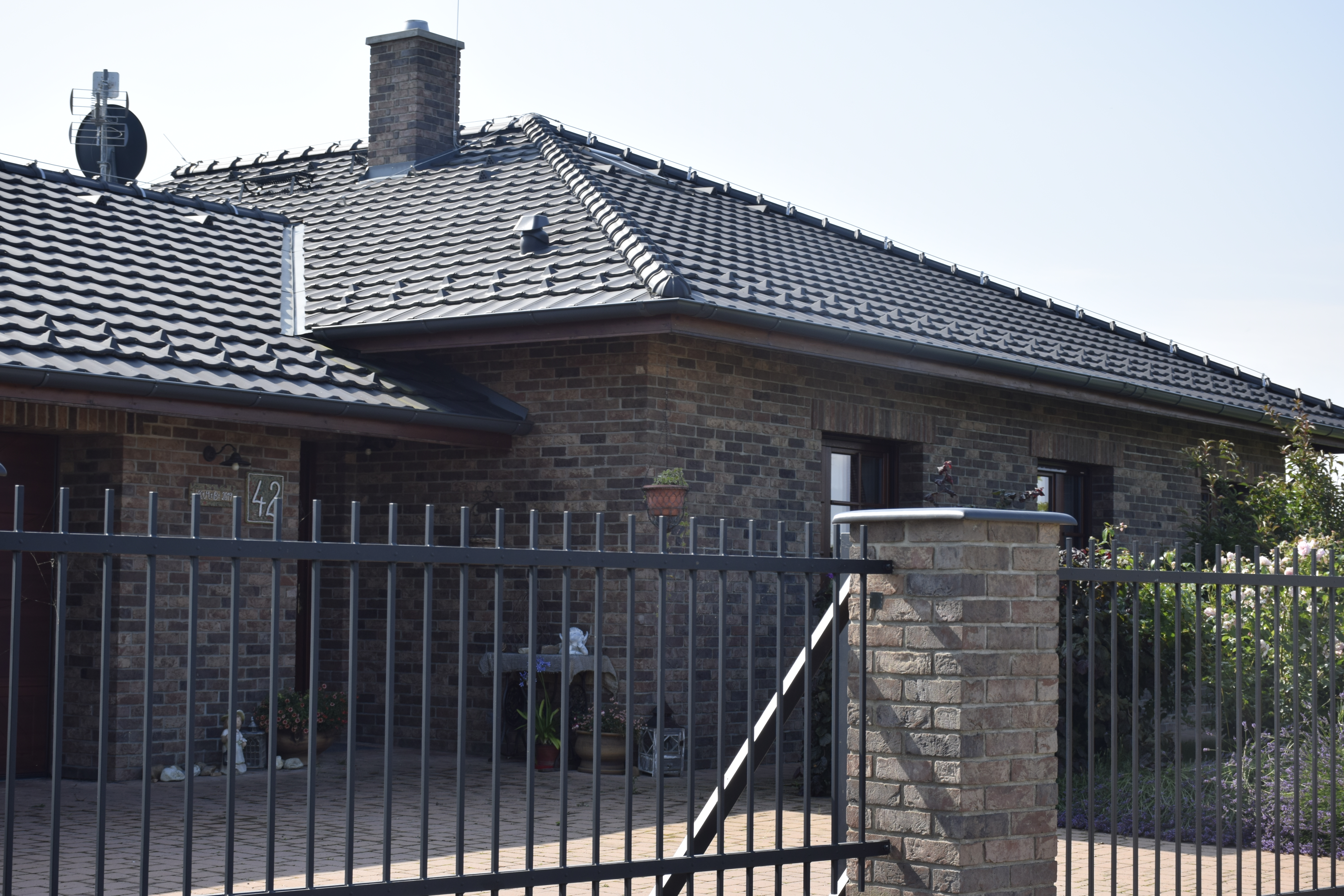
Huis in het dorp (2019)
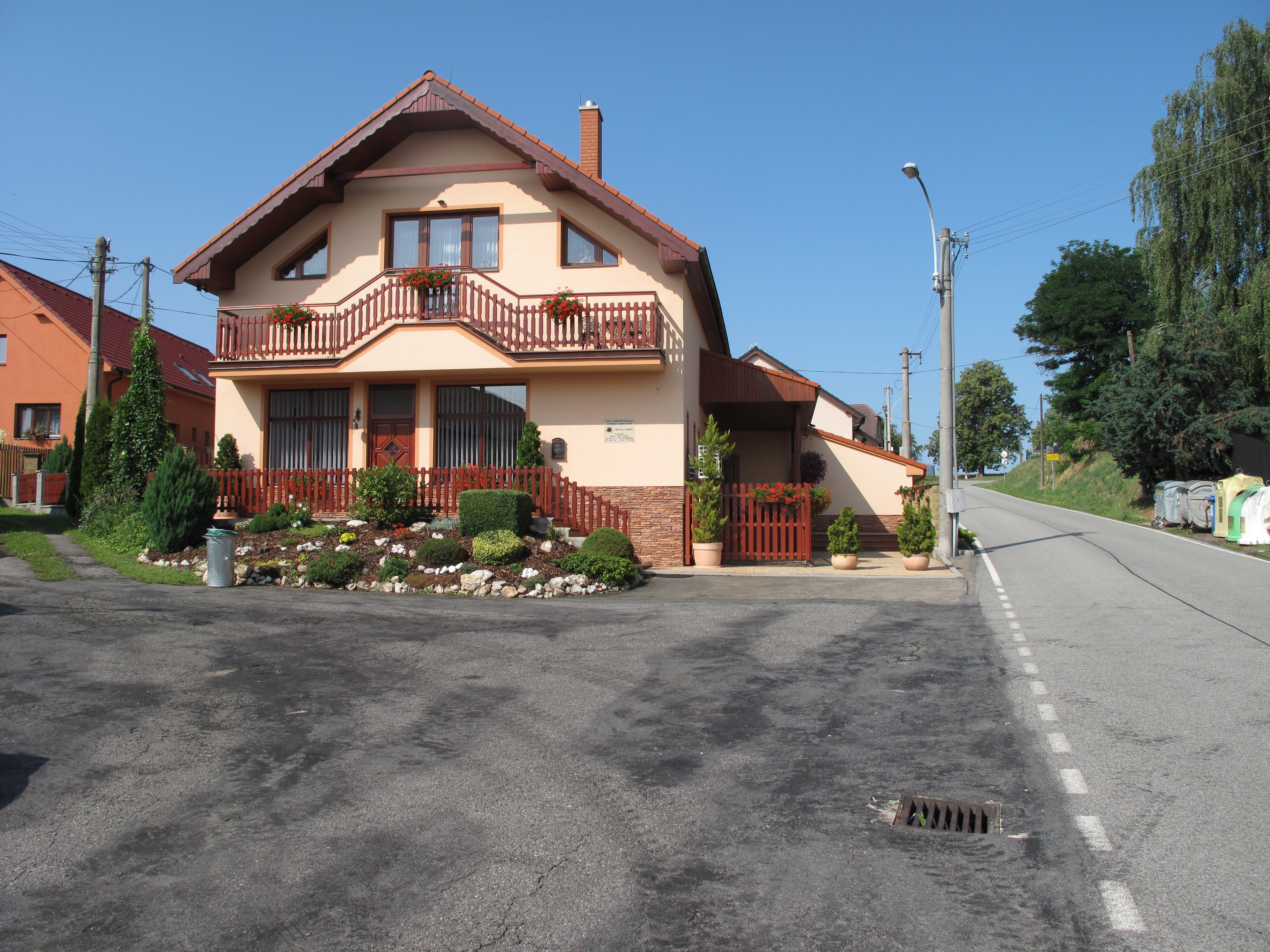
Huis in het dorp (2019)
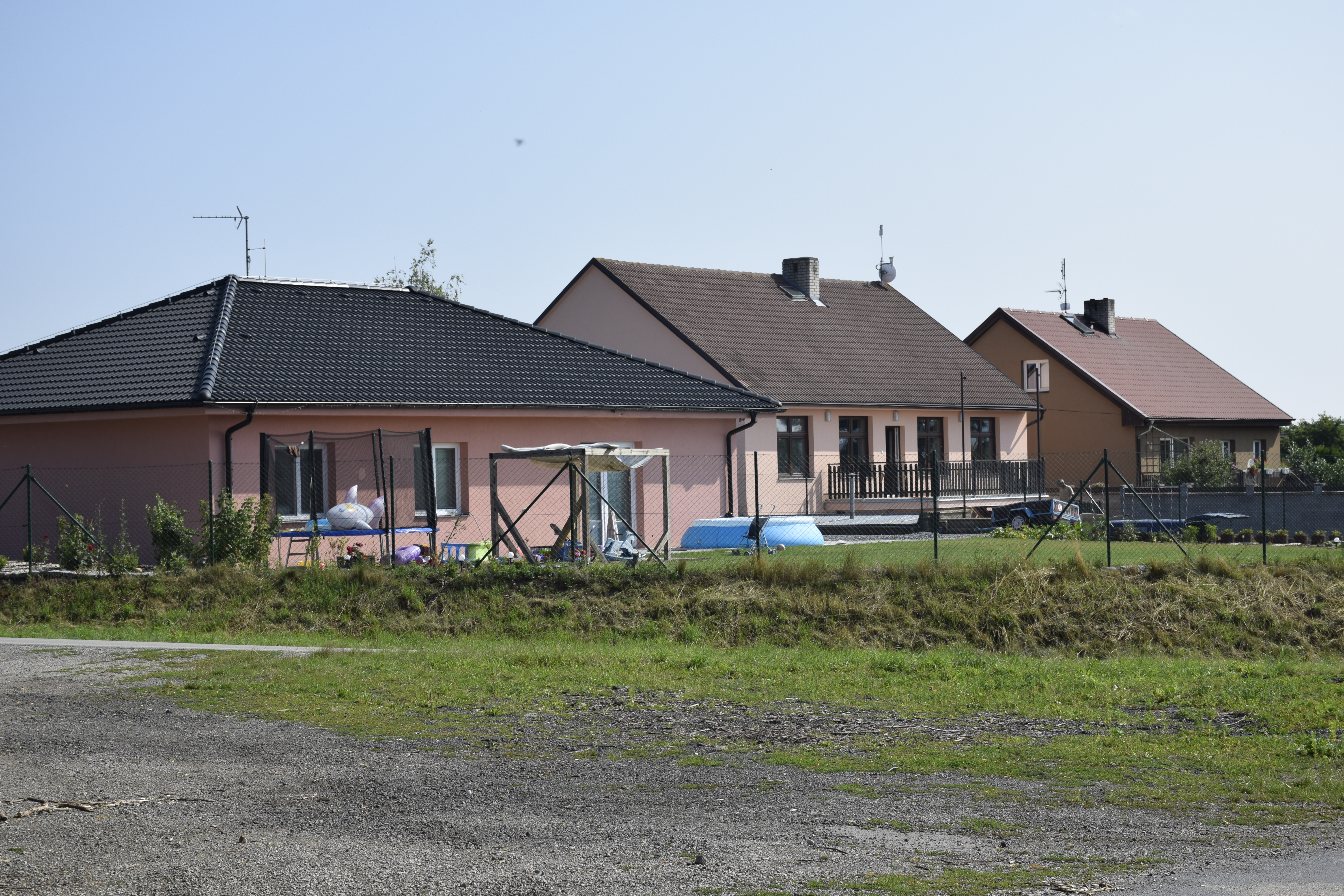
Huizen in het dorp (2019)